# Med danske gymnaster til Olympiade
|  | Denne artikel er oprettet af botten Steenthbot ud fra en ekstern database. Den kan derfor have sproglige fejl eller mangler. Denne skabelon kan fjernes efter kontrol af indholdet. |

Med danske gymnaster til Olympiade er en dansk dokumentarisk optagelse fra 1952.

## Handling
Idrætsudøvere gør sig klar til OL, som løber af stabelen 19. juli til 3. august 1952 i Helsinki. Herrernes gymnastikhold viser formationer på plænen foran gymnastikhøjskolen i Ollerup. Øvelser i par og udspring fra vippe. Sejlturen til Helsinki med færgen "Batory". Den store åbningsceremoni, hvor de 131 danske mænd og 15 kvinder bærer Dannebrog ind på stadion sammen med idrætsudøvere fra 68 nationer. Optagelser af hækkeløb, 10 km løb, diskoskast, 800 meter løb med flot resultat for Gunnar Nielsen, 5000 meter løb og stangspring. Gymnastik i Mässhallen: mændenes frivalgte øvelser. På stadion: 250 danske gymnaster i opvisning. Ferie og træningslejr på Solvalla idrottsinstitut, svømme- og udspringstræning. Tilbage til OL: boksning, landevejscykelløb, ridebanespringning. Hjemrejsen.